# Julie and Jack
Julie and Jack est un film américain de James Nguyen, sorti en 2003.